# Herb Triesen

Herb Triesen.

Herb Triesen – jeden z symboli gminy Triesen w postaci herbu nadany przez księcia Franciszka Józefa II 23 czerwca 1956 roku.
Herb stanowi błękitna tarcza z trzema srebrnymi kosami i nawiązuje do herbu szlacheckiego rodu Trisun, który mieszkał na ziemiach Triesen w XIII i XIV wieku.